# شهرستان نورث‌آمبرلند (پنسیلوانیا)
شهرستان نورث‌آمبرلند، پنسیلوانیا (به انگلیسی: Northumberland County, Pennsylvania) شهرستانی در ایالات متحده آمریکا است که در پنسیلوانیا واقع شده‌است.

## خصوصیات
شهرستان نورث‌آمبرلند ۱٬۲۳۵٫۴۳ کیلومترمربع مساحت دارد.